# 赫蘭冰川
赫蘭冰川（英語：Helland Glacier），是南極洲的冰川，位於南喬治亞島南部，全長7公里，發源自帕吉特山，最終注入羅基灣，以挪威地質學家命名，現時由英國海外領土管轄。